# De heer en mevrouw S. wachten op hun gasten
De heer en mevrouw S. wachten op hun gasten is een hoorspel van Siegfried Lenz. Herr und Frau S. in Erwartung ihrer Gäste werd op 4 mei 1970 door de Norddeutscher Rundfunk uitgezonden. Ellen Versluys vertaalde het en de KRO zond het uit in het programma Theater op dinsdag 7 december 1976, van 22:15 uur tot 23:00 uur. De regisseur was Léon Povel.

## Rolbezetting
- Christine Ewert (Anne)
- Eric van der Donk (Henry)

## Inhoud
Meneer en mevrouw S. hebben afgesproken op een bepaalde avond gasten uit te nodigen die ofwel in haar ofwel in zijn leven een centrale rol hebben gespeeld, zonder dat ze er elkaar ooit iets over verteld hebben. De vrouw kan echter niet wachten met haar onthulling tot de gasten er zijn. Ze kondigt een man aan die ze jaren geleden wilde doden, daar ze geloofde dat hij haar vader brutaal geruïneerd had. De man speelde het evenwel klaar de sterke vaderbinding van de vrouw op zichzelf af te wenden. Door haar bekentenis slaagde de vrouw erin om de schok van de confrontatie te voorkomen, maar voor meneer S. bestaat deze mogelijkheid niet: hijzelf is de gast, zijn onbekende is degene die hij vroeger was. Tijdens het transport naar een Amerikaans gevangenenkamp eigende hij zich naam, beroep en leven van een heel ander iemand toe, en als zodanig leefde hij na zijn terugkeer verder en huwde precies deze vrouw. Op het ogenblik van deze verschrikkelijke waarheid wordt er bij meneer en mevrouw S. aangebeld…